# Pfarrkirche Groß-Enzersdorf

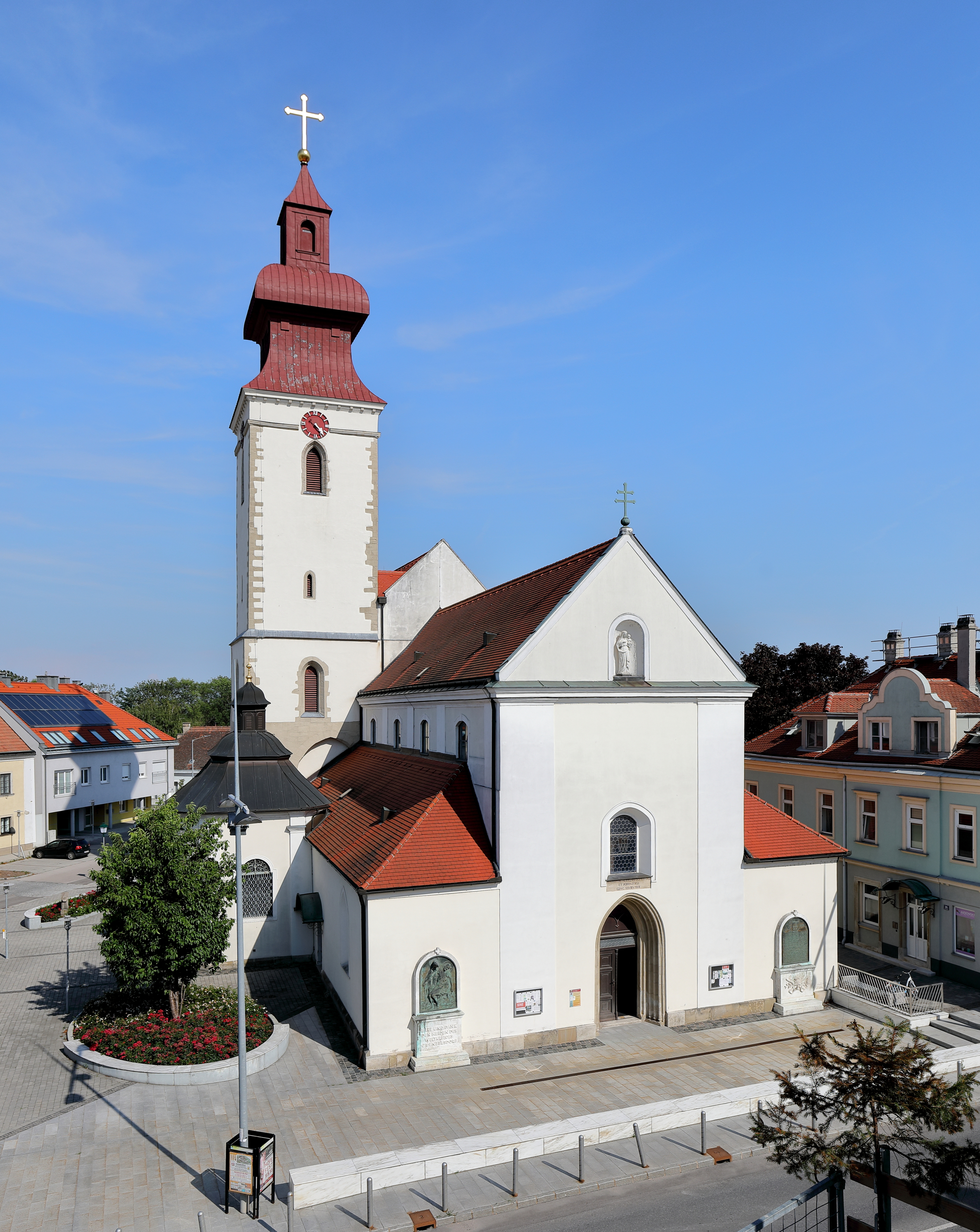
Katholische Pfarrkirche Maria Schutz in Groß-Enzersdorf

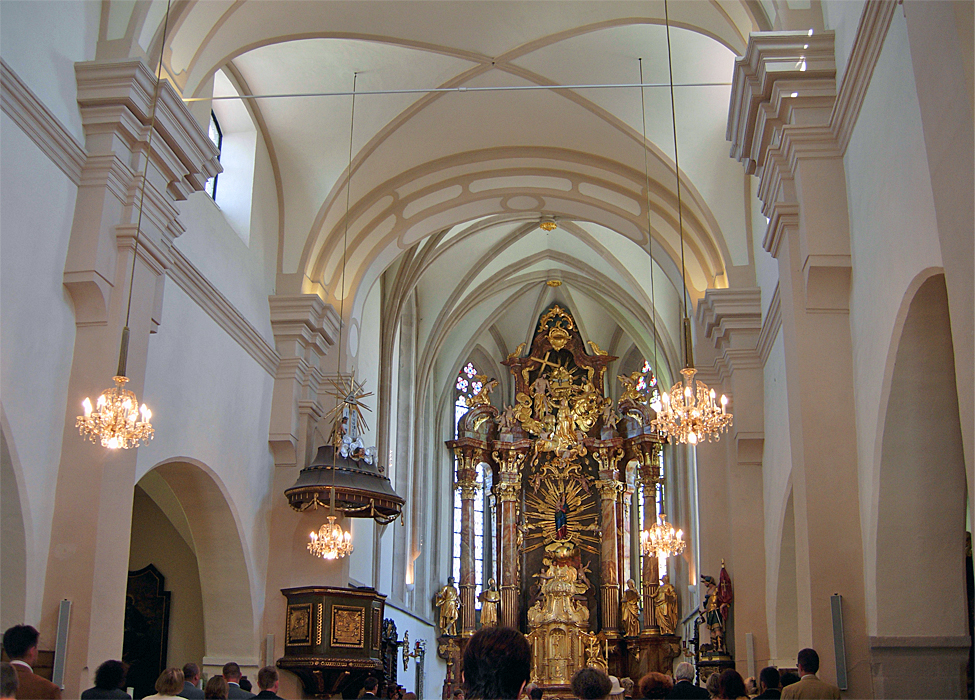
Mittelschiff, Blick zum Chor

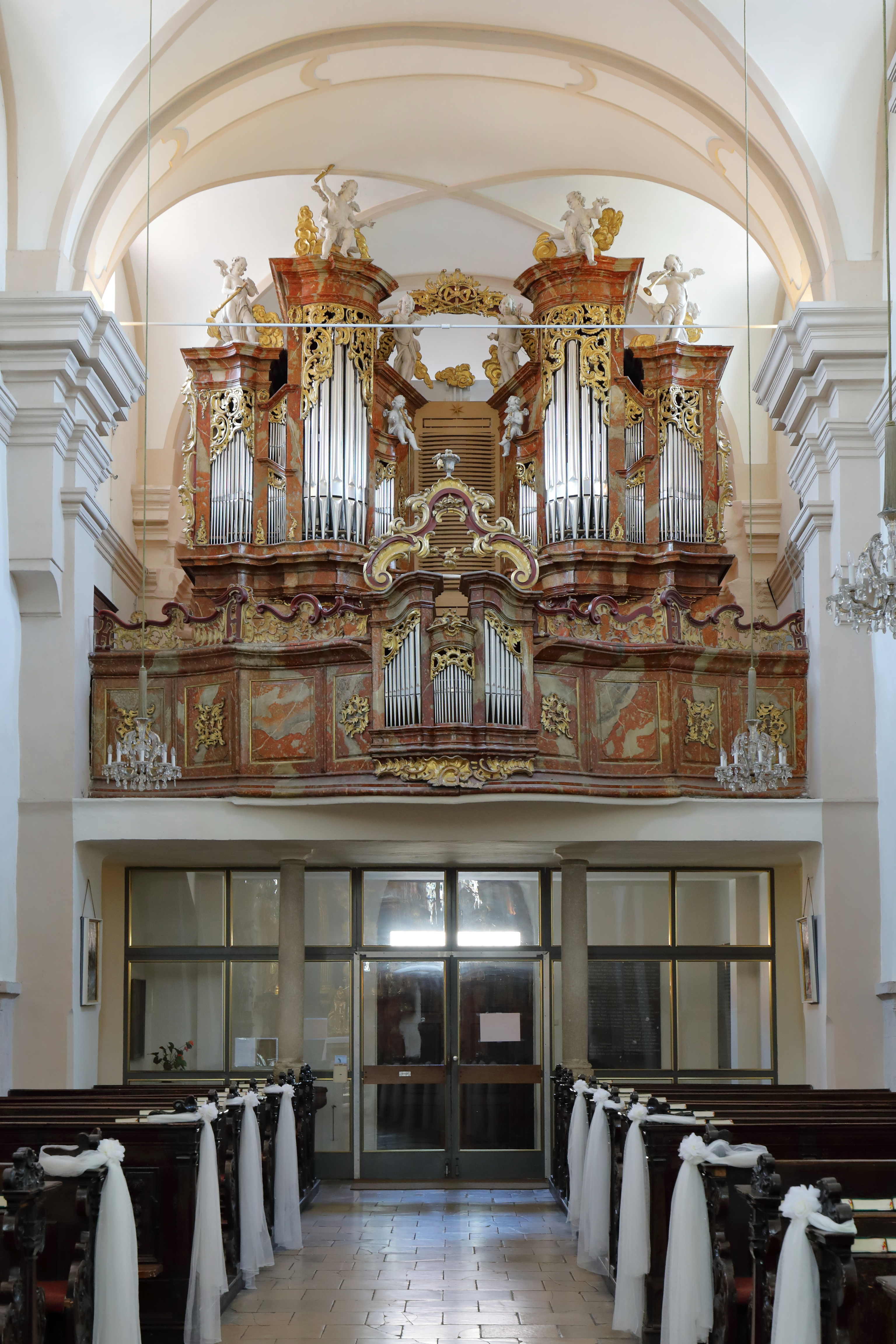
Mittelschiff, Blick zur Empore

Die römisch-katholische Pfarrkirche Groß-Enzersdorf steht in der Stadtgemeinde Groß-Enzersdorf im Bezirk Gänserndorf in Niederösterreich. Die dem Patrozinium Maria Schutz unterstellte Pfarrkirche gehört zum Dekanat Marchfeld im Vikariat Unter dem Manhartsberg in der Erzdiözese Wien. Die Kirche steht unter Denkmalschutz (Listeneintrag).

## Geschichte
Die Pfarre wurde 1203 vom Hochstift Freising gegründet. Die mächtige, ehemalige Wehrkirche mit einem wuchtigen Nordturm steht weithin sichtbar in der Stadtmitte. Die im Kern frühgotische Pfeilerbasilika mit Wehrturm wurde am Ende des 13. Jahrhunderts erbaut, der Chor und die Turmerhöhung sind Ergänzungen vom ausgehenden 14. Jahrhundert. In der 2. Hälfte des 17. Jahrhunderts wurde eine Barockisierung durchgeführt.

## Architektur
Das hohe, im Kern frühgotischen Langhaus unter einem mächtigen Satteldach hat eine schlichte Westfassade mit einem profilierten, frühgotischen Spitzbogenportal aus dem Ende des 13. Jahrhunderts. Über dem Portal ist ein barockes Segmentbogenfenster, ein hoch angesetztes Gesimse und ein Dreieckgiebel, darin eine rundbogige Nische mit einer barocken Madonna aus dem 18. Jahrhundert. Über den niedrigen Seitenschiffen sind langhausseitig hochliegende, barocke Segmentbogenfenster zwischen Lisenengliederung. Der wesentlich höhere, eingezogene, gotische Chor aus dem Ende des 14. Jahrhunderts hat hohe, einbahnige und zweibahnige Maßwerkfenster und hochgezogene, überdachte Strebepfeiler mit Wasserschlägen. Der mächtige, ehemalige Wehrturm hat ein deutlich abgesetztes, sockelartiges Erdgeschoß aus dem Ende des 13. Jahrhunderts. Er zeigt Quadermauerwerk, hat eine große Spitzbogennische und schmälere Obergeschoße mit einfach abgefasten Spitzbogenfenstern und eine Eckquaderung aus der 2. Hälfte des 14. Jahrhunderts. Die Haube mit Laterne ist aus dem Jahr 1817. Östlich des Turmes ist die zweigeschoßige, barocke Sakristei aus dem 17. Jahrhundert angebaut. Nördlich des Langhauses ist ein barocker Kapellenanbau aus dem Jahr 1730 mit Lisenengliederung, Segmentbogenfenstern und Pyramidendach mit Glockentürmchen. In der Spitzbogennische des Turmes ist eine Wandmalerei aus der Mitte des 14. Jahrhunderts mit einer Deesisdarstellung über zwei Reihen mit den Heiligen Veit, Leonhard, Wolfgang, Sigismund und Korbinian. Davor steht die barocke Figur des Auferstandenen aus dem Ende des 17. Jahrhunderts. Sie kommt aus der Kapelle der freisingischen Burg. Über dem Chorhaupt ist eine barocke Figur Maria Immaculata aus der Mitte des 18. Jahrhunderts.
Das dreischiffige, vierjochige Langhaus ist mit einem Kreuzgratgewölbe zwischen einfach stuckierten Gurten auf Wandpfeilern versehen. Die abgefasten, quadratischen, frühgotischen Pfeiler sind über breite Rundbögen miteinander verbunden. Es gibt ein reich verkröpftes, umlaufendes Gesims. Die leicht schwingende, dreiteilige, barocke Orgelempore ruht auf toskanischen Säulen. Die niedrigeren, vierjochigen Seitenschiffe mit Kreuzgratgewölben wurden 1620 erbaut. Zum Langhaus hin sind im Dachstuhlbereich vermauerte, frühgotische Fenster. Der Triumphbogen ist barock stuckiert. Der hohe, zweijochige Chor mit Fünfachtelschluss hat ein Kreuzrippengewölbe mit figuralen Schlusssteinen Christus, Lamm Gottes und Pelikan auf Dienstbündeln, die am umlaufenden Kaffgesims enden. Im Südosten des Chores ist eine schlichte, vermauerte, frühgotische Sessionsnische erhalten. Nördlich des Chores ist eine barocke Sakristei mit einem Stichkappengewölbe aus dem 17. Jahrhundert. Anschließend, beim eingezogenen Chor, zwischen Sakristei und Langhaus ist das Turmerdgeschoß mit einem schweren Kreuzrippengewölbe aus dem Ende des 13. Jahrhunderts. Im Norden des Langhauses ist ein barocker Kapellenanbau mit quadratischem Grundriss und abgerundeten Raumecken, Pilastergliederung und einer Flachkuppel über einem umlaufenden Gesims. Die Kapelle war ursprünglich dem hl. Johannes Nepomuk geweiht und wurde zu einer Kriegergedächtniskapelle umgestaltet.
Die Glasfenster sind aus dem Jahr 1936.

## Einrichtung
Der im Chorschluss eingefügte, barocke Hochaltar aus dem 1. Viertel des 18. Jahrhunderts ist ein reicher Doppelsäulenaltar und trägt in einer kulissenartig durchbrochenen, zentralen Nische eine Gnadenmadonna aus dem Anfang des 17. Jahrhunderts und die Seitenfiguren der Heiligen Joachim und Anna, Zacharias und Elisabeth. Der Tabernakel mit der Aussetzungsnische ist von Engeln flankiert und hat in der Aussetzungszone eine reich bewegte Figurengruppe einer Marienkrönung.
Das barocke Orgelgehäuse stammt aus dem Jahr 1773, als Josef Silberbauer aus Znaim im Zuge der Barockisierung der Kirche eine neue Orgel installierte. 2017 wurde von der belgischen Orgelbaufirma Manufacture d’Orgues Thomas eine neue Orgel in das bestehende Gehäuse eingebaut. Die neue Orgel hat über 1.600 Pfeifen sowie 26 Register verteilt auf 3 Manuale und Pedal. Der Umbau mit Renovierung des alten Gehäuse verursachte Kosten von rd. 500.000 Euro.

## Grabdenkmäler
Im nördlichen Seitenschiff ist ein Inschriftgrabstein von Pfarrer Andreas Gmainer, gestorben 1495, ein Wappengrabstein Bohuslaw Kreß, gestorben 1484, ein Wappengrabstein Wilhelm Praunstorffer, gestorben 1454. Im südlichen Seitenschiff ist ein Wappengrabstein Caspar Anfang, gestorben 1575, ein Wappengrabstein Rosina Caspar, gestorben 1581, ein Wappengrabstein Sabina Frauenbrunner, gestorben 1594, ein Wappengrabstein Conrad Phillip Anton Engl von Wagram, gestorben 1669, eine Wappengrabplatte Ulrich Pawenberg 1367.